# خلیفه الدوسری
خلیفه الدوسری (عربی: خليفة عادل الدوسري؛ زادهٔ ۲ ژانویهٔ ۱۹۹۹) بازیکن فوتبال اهل عربستان سعودی است.
از باشگاه‌هایی که در آن بازی کرده‌است می‌توان به باشگاه فوتبال الهلال و باشگاه فوتبال القادسیه عربستان سعودی اشاره کرد.
وی همچنین در تیم‌های ملی فوتبال زیر ۲۳ سال عربستان سعودی و عربستان سعودی بازی کرده‌است.